# اویکو سری تی
اویکو سری تی (انگلیسی: Iveco T-series) یک مدل کامیون متوسط تا سنگین تولید شده توسط سازنده ایتالیایی اویکو بود، این تریلی از اتاق اچ-فریم شرکت فیات بهره می‌برد.